# Коваленко Любов Михайлівна
Коваленко Любов Михайлівна (нар. 14 липня 1923 — 29 січня 2003) — українська письменниця.

## Життєпис
Справжнє ім'я: Сєдая Любов Михайлівна. Українська письменниця народилася 14 липня 1923 р. в селищі Чаплине Васильківського району Дніпропетровської області. Закінчила Дніпропетровський університет.
Померла 29 січня 2003 р.

## Творча діяльність
Авторка книжок: «Коли співає жайвір», «Ярославна», «Пригоди Цвірика», «Приключения книжки»;
повістей «Наречена» («Невеста»), «Радость моя», «Окно в вечернем небе», «Звізда любові», «Пригоди кота Капітоши».